# Mnemónico
En informática, un mnemónico o  nemónico es una palabra que sustituye a un código de operación (lenguaje de máquina), con lo cual resulta más fácil la programación, es de aquí de donde se aplica el concepto de lenguaje ensamblador.
Un ejemplo común de mnemónico es la instrucción MOV (mover), que le indica al microprocesador que debe asignar datos de un lugar a otro. El microprocesador no entiende palabras, sino números binarios, por lo que es necesaria la traducción del término mnemónico a código objeto.
En muchas ocasiones se puede tomar a nivel de usuario como las teclas de acceso rápido que vemos en las ventanas, por ejemplo en un navegador encontramos el menú típico que dice Archivo, Editar, Ver, entre otras opciones, el mnemónico sería el valor de la letra que esta subrayada, así si presionamos la tecla alt y luego por ejemplo la A, se nos abrirá el menú de archivo, es por esta razón que se puede decir que la A en el menú resulta la tecla mnemónica de Archivo, o la tecla de acceso rápido a la opción Archivo.
El lenguaje Mnemónico también es utilizado en la programación de controladores lógicos programables (PLC), haciendo más rápida y eficiente la construcción de programas de alta complejidad.

## Pseudocódigos
En ingeniería de software, los mnemónicos pueden ser utilizados para la creación de pseudocódigos, ya que son fáciles de recordar y para pasarlos a un código simbólico interpretable por un compilador, a una numeración o a código máquina, requerirá la utilización de un simple algoritmo.

## Trabajo sobre código máquina
Se pueden escribir algoritmos que conviertan el código máquina en una numeración, tal como lo es un editor hexadecimal y esa numeración puede ser asistida por una lista de mnemónicos que facilite el trabajo a los programadores sobre dicha numeración.

## Ejemplos
Representación de nemónicos de lenguaje máquina para procesadores i386:
| Código binario | Código hexadecimal | Código ASCII | Nemónico | Acción                  |
| 1010000        | 50                 | P            | ADD      | Suma al acumulador      |
| 10110001       | B1                 | ±            | SUB      | Resta al acumulador     |
| 010000xx       | 40                 | @            | INC      | Incrementa al registro  |
| 010010xx       | 12                 | �            | DEC      | Decrementa al registro  |
| 00110010       | 32                 | �            | Jxx      | Salto al registro o xxx |